# Iwona Blicharz
Iwona Blicharz (ur. 25 kwietnia 1959 w Warszawie) – polska charakteryzatorka filmowa.

## Życiorys
Nagrodzona w 2010 roku Złotymi Lwami na Festiwalu Polskich Filmów Fabularnych w Gdyni. Członkini Stowarzyszenia Filmowców Polskich oraz Polskiej Akademii Filmowej. Jest absolwentką Policealnego Studium Charakteryzacji w Warszawie. Praktycznie zawodu uczyła się na planie Odjazdu (1991) Magdaleny i Piotra Łazarkiewiczów, Końca gry (1991) Feliksa Falka. Jako samodzielna charakteryzatorka zadebiutowała na planie Samowolki (1993) Falka. Ma na swym koncie blisko czterdzieści filmów fabularnych.

## Filmografia

### Charakteryzacja[3]
- 1993: Samowolka
- 1993: Dwa księżyce
- 1994: Polska śmierć
- 1995: Tato
- 1995: Prowokator
- 1995: Iwanow
- 1996: Złote runo
- 1996: Wirus
- 1996: Panna Nikt
- 1996: Na Warszawskiej Starówce
- 1996: Kociokwik
- 1997: Polowanie
- 1997: Kiler
- 1997: Historie miłosne
- 1997: Złotopolscy
- 1998: Razem
- 1998: Matki, żony i kochanki
- 1999: Tydzień z życia mężczyzny
- 1999: Oczarowanie Fryderyka
- 1999: Kiler-ów 2-óch
- 2000: Zakochani
- 2000: Święta polskie
- 2000: Duże zwierzę
- 2000–2001: Przeprowadzki
- 2000-obecnie: M jak Miłość
- 2002: Święta polskie
- 2002: Libre Circulation
- 2002–2010: Samo życie
- 2003: Pogoda na jutro
- 2004–2008: Kryminalni
- 2007: Regina
- 2007: Korowód
- 2009: Prymas w Komańczy
- 2010: Joanna
- 2010: Duch w dom

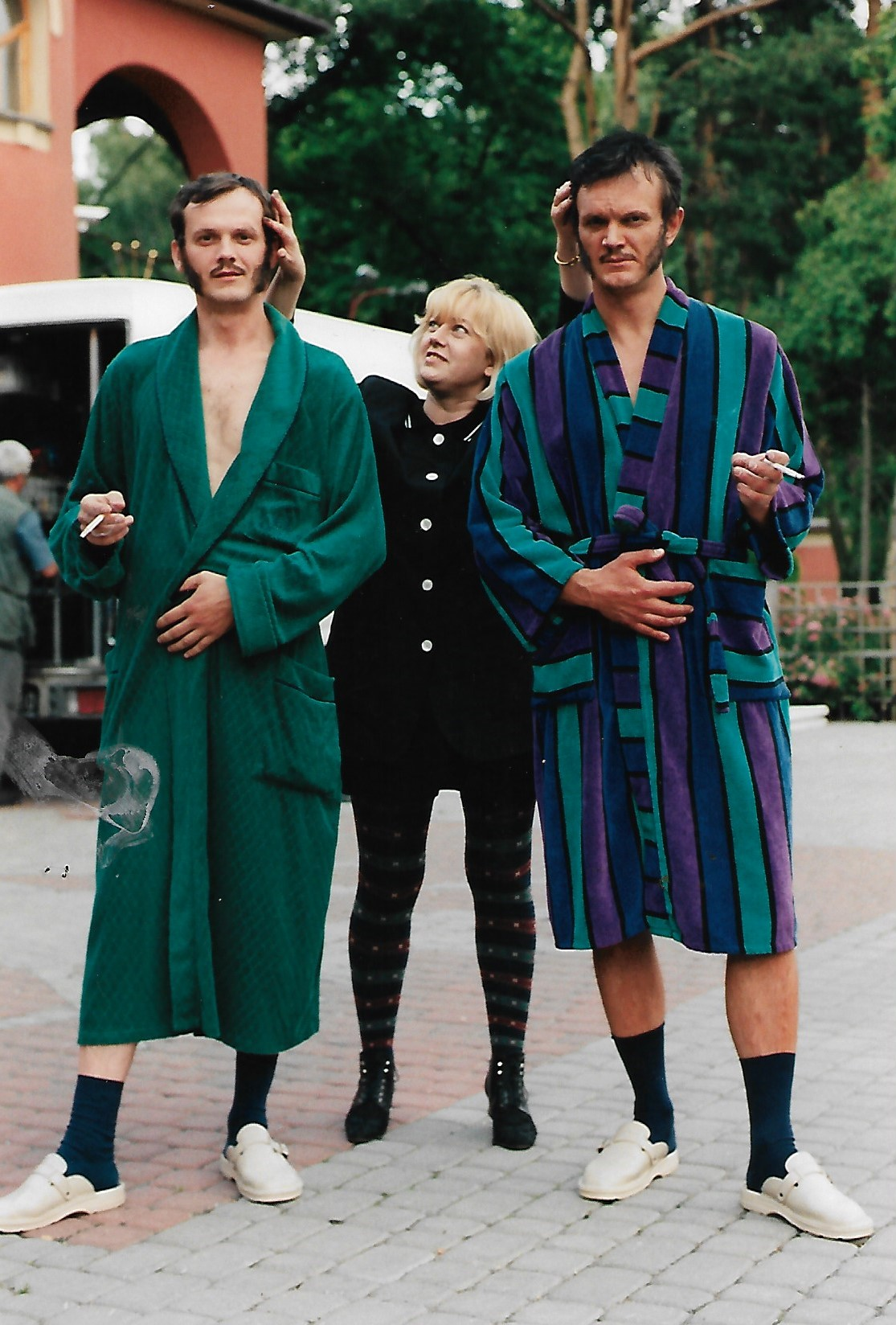
Iwona Blicharz podczas zdjęć do filmu Kiler-ów 2-óch

- 2012: Felix, Net i Nika oraz Teoretycznie Możliwa Katastrofa

### Współpraca charakteryzatorska[3]
- 1991: L’Entorse
- 1991: Le Septieme Enfer
- 1991: Cheat
- 1991–1993: Kuchnia polska
- 1992: Wielka wsypa
- 1992: Pierścionek z orłem w koronie
- 1992: Le Violeur Impuni
- 1992: Enak
- 1999: Gorący oddech pustyni
- 2010: Śluby panieńskie
- 2011: Róża
- 2013: Drogówka
- 2014: Kamienie na szaniec
- 2016: Wołyń

### Asystent charakteryzatora[3]
- 1991: Odjazd
- 1991: Koniec gry
- 1993: Pora na czarownice
- 1995: Odjazd